# Державний реєстр національного культурного надбання
Державний реєстр національного культурного надбання — список пам'яток археології, архітектури й містобудування, історичних, документальних й інших об'єктів, що становлять виняткову цінність з огляду історії, культури, етнології чи науки України.

## Історія створення
Створений Положенням про Державний реєстр національного культурного надбання, затвердженим Постановою Кабінету Міністрів України № 466 від 12 серпня 1992 р. «Про затвердження Положення про Державний реєстр національного культурного надбання» за підписами тодішнього прем'єр-міністра В. Фокіна та міністра В. Несміха. Згідно з цією постановою, Реєстр був запроваджений відповідно до Основ законодавства України про культуру з метою обліку об'єктів матеріальної та духовної культури виняткової історичної, художньої, наукової чи іншої культурної цінності, що мають важливе значення для формування національної самосвідомості українського народу і визначають його внесок у всесвітню культурну спадщину.
Постанова визначає порядок занесення та виключення об'єктів з (до) реєстру, координацію дій суспільних інституцій щодо управління та охорони національного надбання. На 2000 рік статус постанови «Про затвердження Положення про Державний реєстр національного культурного надбання» невизначений.

## Сучасний стан
Єдиного закону про Державний реєстр національного культурного надбання не існує. Проте, цей реєстр згадано у кількох інших документах. 
Зокрема, порядок формування Реєстру регулюється чотирма Законами України: 
«Про культуру», «Про музейну справу», «Про бібліотеки і бібліотечну справу», 
«Про Національний архівний фонд та архівні установи» 
та деякими іншими законодавчими актами.
Оригінал даного Державного реєстру постійно зберігається у архіві Кабінету Міністрів України, згідно з чинним законодавством України.

## Законодавче визначення терміна
Законодавче визначення терміна «Національне культурне надбання» дається у пункті 14 Загальних положень Закону України «Про культуру» [Архівовано 3 квітня 2016 у Wayback Machine.] (прийнято 2011 року):
|  | 14) національне культурне надбання — сукупність унікальних культурних цінностей, об'єктів культурної спадщини, що мають виняткове історичне значення для формування культурного простору України. |

Щодо самого реєстру в цьому законі сказано лише побіжно, в одному з пунктів Статті 16. «Збереження культурної спадщини, культурних цінностей та культурних благ»:
|  | 3. Унікальні культурні цінності, що мають виняткове історичне, художнє, наукове та інше культурне значення для формування вітчизняного культурного простору і визначають внесок Українського народу у всесвітню культурну спадщину, визнаються об'єктами національного культурного надбання і включаються до Державного реєстру національного культурного надбання. Порядок включення до зазначеного реєстру та порядок ведення обліку об'єктів національного культурного надбання визначаються Кабінетом Міністрів України. |

## Зміст реєстру
Державний реєстр національного культурного надбання охоплює:
- пам'ятка історії — будинки, споруди, пам'ятні місця і предмети, пов'язані з найважливішими історичними подіями в житті народу, розвитком науки, техніки, культури, життям і діяльністю видатних діячів;
- пам'ятка археології — городища, кургани, залишки стародавніх поселень, укріплень, виробництв, каналів, шляхів, стародавні місця поховань, кам'яні скульптури, наскельні зображення, старовинні предмети, ділянки історичного культурного шару стародавніх населених пунктів та археологічні знахідки, що є визначними пам'ятками національної культури і характеризують певні етапи історичного розвитку;
- пам'ятки містобудування і архітектури — унікальні ансамблі і комплекси, окремі об'єкти архітектури, а також пов'язані з ними твори монументальної скульптури і живопису, декоративно-ужиткового і садово-паркового мистецтва, природні ландшафти; пам'ятки мистецтва — визначні твори монументального, образотворчого і декоративно-ужиткового мистецтва;
- документальні пам'ятки — унікальні акти державності, інші важливі архівні матеріали, кіно-, фото- і фотодокументи, старовинні рукописи, рідкісні друковані видання.

До Державного реєстру можуть бути занесені й інші об'єкти, що становлять виняткову цінність з огляду історії, культури, етнології чи науки.

## Інші реєстри
Окрім Державного реєстру національного культурного надбання, паралельно, окремо одне від одного існують інші Державні реєстри тощо, що може розглядатися як національне надбання України:
- Державний реєстр нерухомих пам'яток України (створений у 2008 році) — регулюється Законом України «Про охорону культурної спадщини». Оригінал даного Державного реєстру постійно зберігається у архіві Кабінету Міністрів України, згідно з чинним законодавством України. У вигляді офіційної копії, зберігається у архіві Міністерства культури і мистецтв України.
- Державний реєстр наукових об'єктів, що становлять національне надбання (створений у 2016 році) — регулюється Законом України «Про наукову та науково-технічну діяльність». Оригінал даного Державного реєстру постійно зберігається у архіві Кабінету Міністрів України, згідно з чинним законодавством України.
- Державний реєстр нерухомих пам'яток України — регулюється Законом України «Про охорону культурної спадщини»[3], що прийнятий 8 червня 2000 року.

## Дивись також
| - Державний реєстр нерухомих пам'яток України /Примітка:Реєстр оприлюднено у 4 пункті в Посиланнях у даній статті/ - Пам'ятки історії національного значення - Пам'ятки монументального мистецтва національного значення - Пам'ятки археології національного значення - Історико-культурні заповідники національного значення в Україні - Вікіпедія:Вікі любить пам'ятки | - Культурний ландшафт - Світова спадщина ЮНЕСКО - Перелік пам'яток культурної спадщини, що не підлягають приватизації - США — Національний реєстр історичних місць - Франція — Історична пам'ятка |